# Atomaria venusta
Atomaria venusta là một loài bọ cánh cứng trong họ Cryptophagidae. Loài này được Wollaston miêu tả khoa học năm 1865.